# 岩出山バイパス
岩出山バイパス（いわでやまバイパス）は、宮城県大崎市を通る国道47号・国道108号・国道457号のバイパス道路。

## 区間

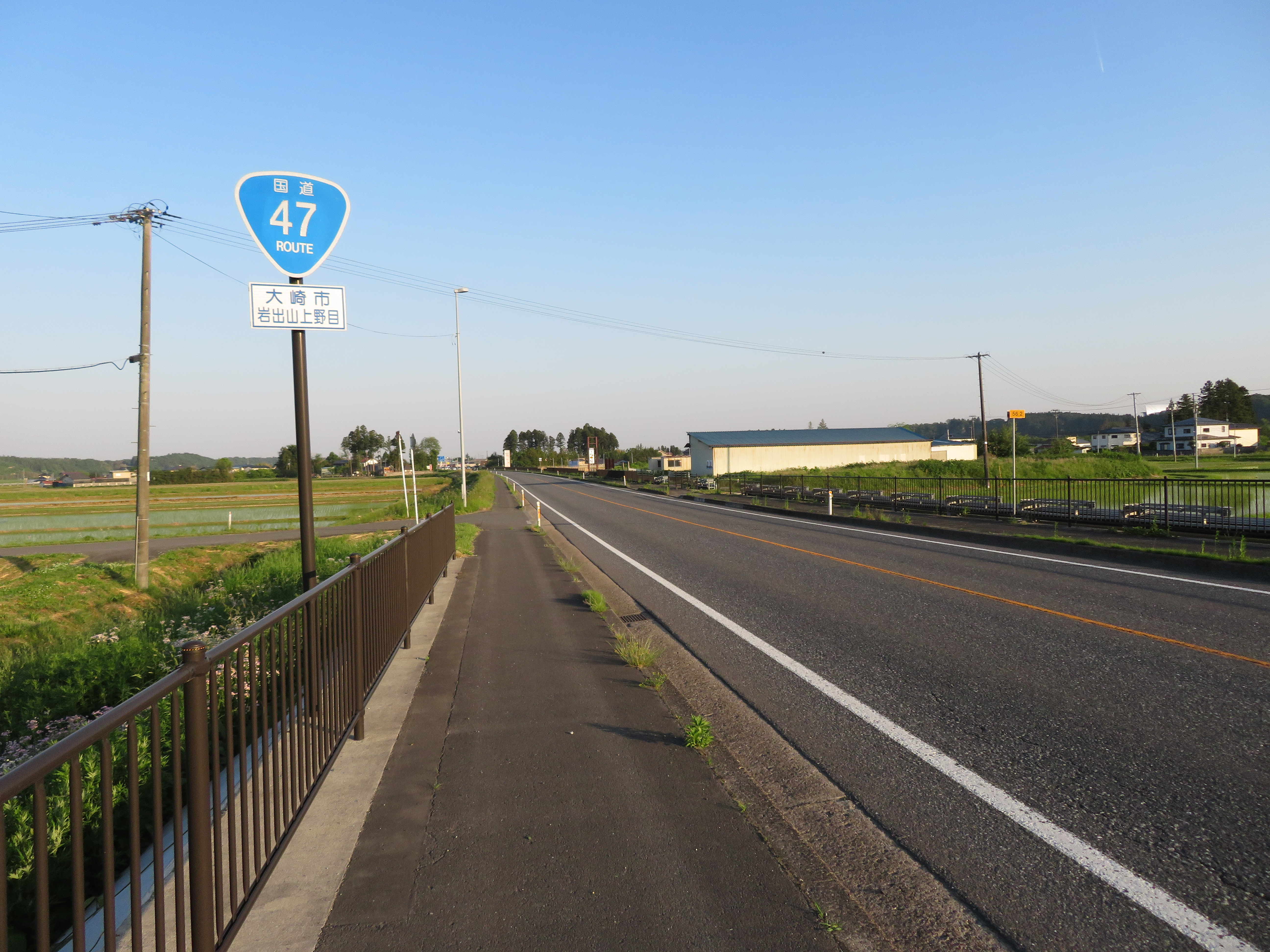
宮城県大崎市岩出山上野目付近

- 起点：大崎市岩出山下野目（JR陸羽東線重蔵踏切東）
- 終点：大崎市岩出山上野目（JR陸羽東線上野目陸橋南・宮城県道226号岩出山宮崎線との交点）
- 途中交差する道路
  - 国道457号・仙台方面（大崎市岩出山東川原町）
  - 宮城県道17号栗駒岩出山線（大崎市岩出山上野目字要害）

## 特徴
大崎市・旧岩出山町域中心部における幅員狭小箇所・直角コーナー・踏切を避けるために建設された片側1車線の道路。旧ルートの北東側に建設された。